# Aguacateros de Peribán Fútbol Club
El Aguacateros de Peribán Fútbol Club es un equipo de fútbol mexicano que juega en la Segunda División. Tiene como sede Peribán de Ramos, Michoacán.

## Historia
El club fue fundado en 2020, debutando en el mismo año en la Tercera División. El equipo jugó su primer partido el 26 de septiembre de 2020 derrotando como visitante a la escuadra llamada Fuerza Naranja de Querétaro por 0-2.
En diciembre de 2021 el club consiguió convertirse en uno de los fundadores de la Copa Conecta, un torneo de fútbol mexicano celebrado entre los clubes de la Segunda y Tercera División en la cual los clubes de estas categorías pueden optar a un premio económico y a oportunidades para mejorar su desarrollo profesional ante un futuro paso a categorías superiores. Aguacateros de Peribán fue el primer campeón de esta copa al derrotar en la final al Club Deportivo Muxes.
El 13 de mayo de 2023 el equipo logró su ascenso a la Segunda División de México tras derrotar al club Lobos ITECA con un marcador global de 4-1, por lo que los Aguacateros de Peribán consiguieron uno de los cuatro boletos a la también llamada Liga Premier FMF. Una semana más tarde el club consiguió el campeonato de la Zona B de la Liga TDP, que agrupa a equipos del Norte y Occidente de México, esto tras golear al Club Deportivo Poza Rica por un marcador global de 0-5, por lo que el equipo aseguró su lugar en la Serie A de México, rama superior de la Segunda División. El 27 de mayo el equipo se proclamó como campeón de campeones de la temporada 2022-23 tras derrotar al Club Atlético Aragón, campeón de la zona A, con un marcador de 0-2, en un partido celebrado en el Estadio Miguel Alemán Valdés de Celaya, Guanajuato.
Tras cumplir el proceso de certificación y recibir la aprobación por parte de las autoridades de la Liga Premier de México, nombre oficial de la Segunda División, el 30 de junio de 2023 el equipo fue aceptado como nuevo miembro la Serie A de México, rama principal de la categoría, siendo integrado en el Grupo 2 de la misma.
El 22 de diciembre de 2024 el equipo ganó su primer campeonato de la Serie A de México luego de derrotar en la final al Club Deportivo Irapuato con un marcador de 3-1 en los tiros penales, esto tras igualar a tres goles en el global.
En el Torneo Clausura 2025 el equipo aguacatero fue subcampeón de la competencia al ser derrotado en la final por el Irapuato, en una serie que se vio afectada por controversias extra cancha debido a que la liga no autorizó al estadio de Peribán como la sede para un partido de esa magnitud, por lo que el equipo se vio obligado a ejercer su localía en el Estadio Ignacio López Rayón de Zitácuaro, Michoacán, a cinco horas de distancia de su ubicación original.
Como campeón del Torneo Apertura 2024, los Aguacateros se ganaron el derecho a jugar la serie de Campeón de Campeones de la temporada 2024-25 de la Liga Premier, enfrentando de nueva cuenta al Irapuato. En el juego de ida ambos clubes empataron a un gol. El partido de vuelta otra vez se vio marcado por la polémica debido a que de nueva cuenta el estadio de Peribán no fue autorizado como el escenario para albergar un juego considerado como el más importante de la temporada, por lo que el partido definitivo debió jugarse en el Estadio Venustiano Carranza de Morelia luego de una accidentada búsqueda para encontrar una nueva sede. El encuentro finalizó con empate a un gol, por lo que fue necesaria una tanda de penales para definir al mejor equipo de la temporada, en ella los Aguacateros se impusieron por 5-3 al Irapuato, consiguiendo el trofeo de mejor equipo de la temporada.
Como consecuencia del sistema de certificaciones establecido en el fútbol mexicano, el triunfo del club de Peribán fue meramente simbólico, debido a que el equipo no consiguió el ascenso directo a la Liga de Expansión MX, esto porque el cuadro aguacatero no cuenta con la infraestructura deportiva y urbana requeridas para albergar partidos de la categoría de plata del fútbol mexicano, por lo que la promoción del equipo se encontraba sujeta a una revisión y posterior aprobación de la asamblea de dueños de esa liga. Finalmente, el cuadro aguacatero no consiguió la invitación necesaria, la cual le fue otorgada al Irapuato.

## Estadio
El Aguacateros de Peribán Fútbol Club disputa sus partidos como local en el Estadio Municipal de Peribán, el cual tiene una capacidad para albergar a 3,000 espectadores.
Durante la primera vuelta de la temporada 2023-24 el equipo disputó sus partidos en la Unidad Deportiva Hermanos López Rayón de Uruapan, ciudad cercana a Peribán, esto debido a las obras de mejora que se realizaron en la casa del equipo aguacatero. Este campo de fútbol cuenta con una capacidad para albergar a 5,000 espectadores.

## Palmarés
| Competición nacional                                        | Títulos       | Subcampeonatos |
| ----------------------------------------------------------- | ------------- | -------------- |
| Segunda División de México (1/1)                            | Apertura 2024 | Clausura 2025  |
| Campeón de Campeones de la Segunda División de México (1/0) | 2024-2025     |                |
| Tercera División de México (1/0)                            | 2022-2023     |                |
| Copa Conecta (1/0)                                          | 2021-2022     |                |

## Temporadas
| Temporada     | División           | Posición                       |
| ------------- | ------------------ | ------------------------------ |
| 2020/2021     | 5.Tercera División | 3o. Grupo VIII (Octavos)       |
| 2021/2022     | 5.Tercera División | 1.º Grupo X (Octavos)          |
| 2022/2023     | 5.Tercera División | 1.º Grupo XI (Campeón )        |
| 2023/2024     | 3.Segunda Serie A  | 5.º Grupo II (Reclasificación) |
| Apertura 2024 | 3.Segunda Serie A  | 1.º Grupo II (Campeón )        |
| Clausura 2025 | 3.Segunda Serie A  | 1.º Grupo II (Final)           |